# Årgang 20
Årgang 20 er en dansk dokumentarserie fra TV 2, der følger historien om den nye generation i det 21. århundrede. Serien følger fire børn og deres familier siden de blev født i år 2020.  Det er en livslang dokumentarserie, der følger børnene fra fødsel til voksenliv. Familierne har alle fået udleveret et videokamera, som de bruger som dagbog.
Da programmet startede fulgte man fire børn, Louie, Ayasofia, Asmus og Solvej. Ayasofias familie var med i programmerne indtil 2024, hvor de meddelte at de ville holde pause imens forældre gik igennem deres skilsmisse.

## Sæsoner
Hver sæson viser det forgående år.

### Sæson 1
De startede med at være fire familier fra fire forskellige steder i Danmark. Maria & Daniel fra Lyngby, Lisbeth & Christian fra Espergærde, Lena & Mads fra Als og Maria & Nikolaj fra Mørke. De fik børnene: Louie, Ayasofia, Asmus og Solvej.
Louie og Solvej var deres forældres første barn. Asmus var forældrenes andet barn og han har en storebror ved navn Malthe. Ayasofia var familiens tredje barn og hun har en storebror Theodor og en storesøster Filippa-Lucia.

### Sæson 4
Efter meddelelsen om deres skilsmisse, besluttede Lisbeth og Christian, at de ville træde tilbage fra programmet.